# 폴스타
폴스타(영어: Polestar)는 1996년 볼보 자동차의 파트너인 플래시/폴스타 레이싱이 만든 스웨덴의 자동차 브랜드이며 2005년 볼보가 인수했으며, 볼보는 2010년 중국의 지리가 인수했다. 폴스타의 본사는 스웨덴의 예테보리에 있으며, 자동차 생산은 중국에서 이뤄진다.

## 차종
- 폴스타 1(영어판) (2018년)
- 폴스타 2 (2020년)
- 폴스타 3 (2023년)
- 폴스타 4 (2024년 추산)
- 폴스타 5(영어판) (2025년 추산)
- 폴스타 6(영어판) (2026년 추산)

## 같이 보기
- 아우디 E-트론